# 魯伯特二世 (盧賓公爵)
魯伯特二世（波蘭語：Rupert II lubiński，約1399年—1431年8月24日），盧賓公爵，亨里克九世的長子，1420年至1431年在位。
魯伯特二世終生未婚，死後領地由弟弟路德維克三世繼承。